# Virginia Dale (Colorado)
Virginia Dale è una città fantasma situata nella parte nord-occidentale della contea di Larimer, Colorado, Stati Uniti. Virginia Dale si trova ai piedi delle Montagne Rocciose sulla U.S. Route 287, a circa 45 miglia (72 km) a nord-ovest di Fort Collins e circa 4 miglia (6 km) a sud del confine con il Wyoming. Nel tardo XIX secolo, Virginia Dale era una famosa fermata sull'Overland Trail. La stazione della diligenza, l'ultima del suo genere ancora in piedi, e la sua casa associata, l'Hurzeler House, sono di proprietà e mantenute dal Virginia Dale Community Club.